# Charles R. Jackson

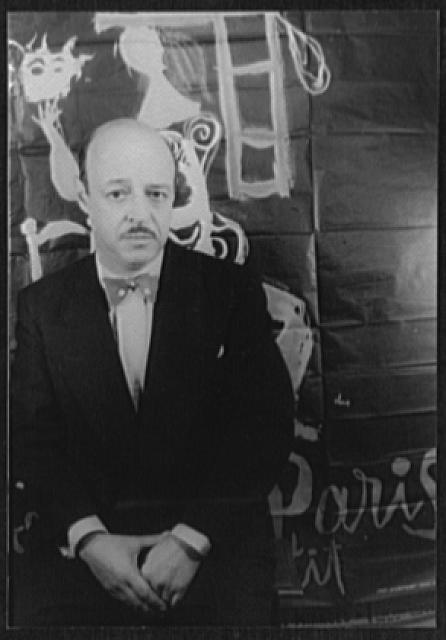
Charles Jackson (1950)

Charles Reginald Jackson (* 6. April 1903 in Summit, New Jersey; † 21. September 1968 in New York City) war ein US-amerikanischer Schriftsteller, der vor allem durch seinen Alkoholiker-Roman The Lost Weekend und dessen erfolgreiche Verfilmung bekannt wurde.

## Biografie
Jackson, der 1921 die Newark High School abschloss, begann seine schriftstellerische Laufbahn erst spät und gab mit dem Roman The Lost Weekend (1944) sein Debüt. Dieses Alkoholiker-Drama, das als Jacksons bester Roman gilt, wurde unter der Regie von Billy Wilder 1945 mit Ray Milland in der Hauptrolle verfilmt. Milland verkörperte die Alkoholsucht und die Suche nach Geld zur Befriedigung der Sucht so eindrucksvoll, dass er 1946 den Oscar als bester Hauptdarsteller bekam. Für die Freigabe der Filmrechte erhielt Jackson 50.000 US-Dollar. In dem Roman verarbeitete Jackson, der zudem an Tuberkulose litt, seine eigene Alkoholsucht.
Später verfasste er neben vier weiteren Romanen mit The Sunnier Side (1950) auch eine Sammlung von Kurzgeschichten. Er schrieb außerdem Drehbücher für Folgen von Fernsehserien wie Gnadenlose Stadt.
Mit 65 Jahren beging der chronisch lungenkranke Jackson Suizid im New Yorker Chelsea Hotel. Stammgast Arthur Miller schrieb dazu später in seinen Erinnerungen:

„Es war lange her, seit die Kraft von ‚The Lost Weekend‘ ihm zu einem kurzen Blick vom erstaunlich hohen Kamm der Welle verholfen hatte. Inzwischen trank er nicht mehr und versuchte, geradeaus zu gehen, bis die Linie so schrecklich schmal wurde, daß er es aufgab, und in seinem Bett im Chelsea mit einem Tablettenröhrchen neben sich in einen befreienden Dauerschlaf fiel. Er war die Freundlichkeit in Person – außer zu sich selbst.“

## Werke
- The Lost Weekend (1944)
  - Fünf Tage. Roman. Deutsch von Renate Hertenstein. Alpha, Zürich 1946; Toth, Hamburg 1951
  - Das verlorene Wochenende. Deutsch von Bettina Abarbanell. Dörlemann, Zürich 2014, ISBN 978-3-03820-007-9
- The Fall of Valor (1946)
  - Die Niederlage. Roman. Deutsch von Joachim Bartholomae. Männerschwarm, Hamburg 2016, ISBN 978-3-86300-209-1
- The Outer Edges (1948)
  - Gezählt – gewogen. Roman. Deutsch von Wolf Jobst Siedler. Luchterhand, Neuwied 1954
- The Sunnier Side: Twelve Arcadian Tales (1950)
- Earthly Creatures (1953)
- A Second-Hand Life (1967)
  - Leben im Schatten der Nacht. Roman. Deutsch von Julius Herrmann. Rütten und Loening, München 1968; Heyne, München 1974, ISBN 3-453-00399-3